# Ilex jauaensis
Ilex jauaensis är en järneksväxtart som beskrevs av J.A. Steyermark. Ilex jauaensis ingår i släktet järnekar, och familjen järneksväxter. Inga underarter finns listade i Catalogue of Life.